# Liste de personnalités liées à la ville de Québec

## Arts

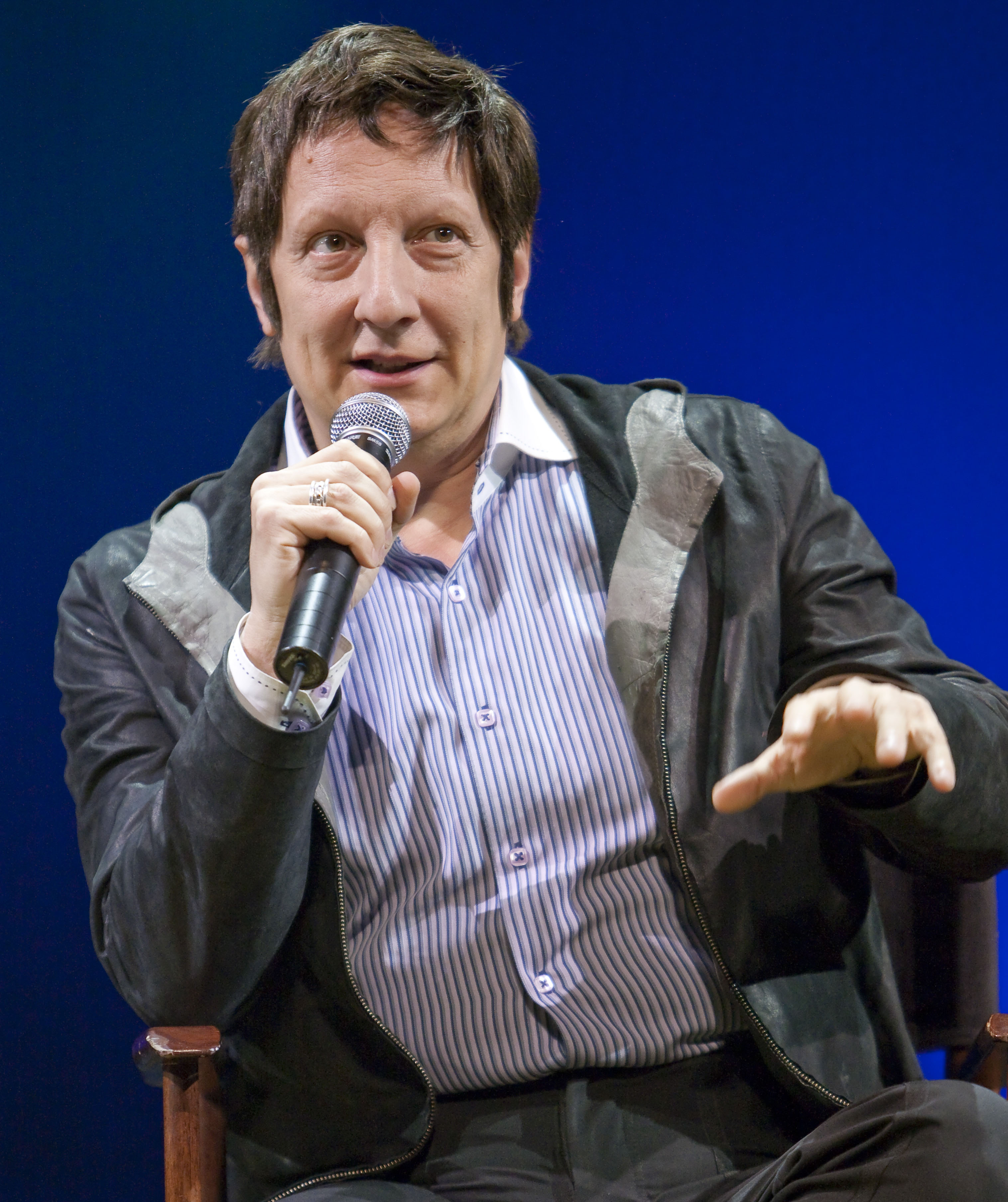
Robert Lepage

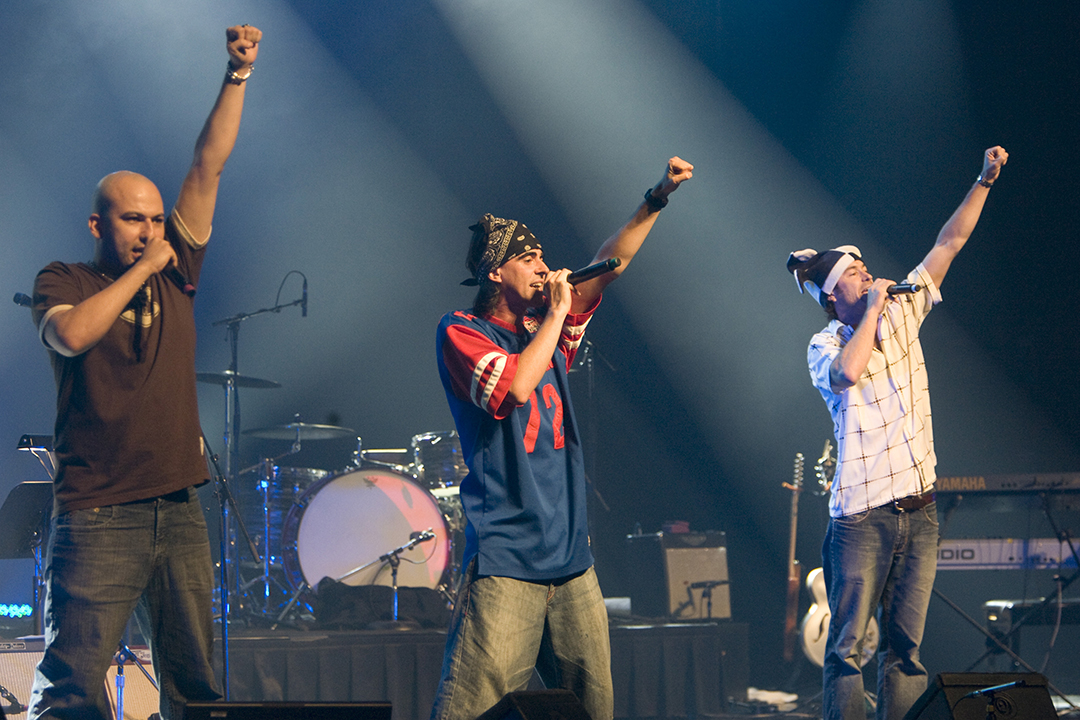
Loco Locass

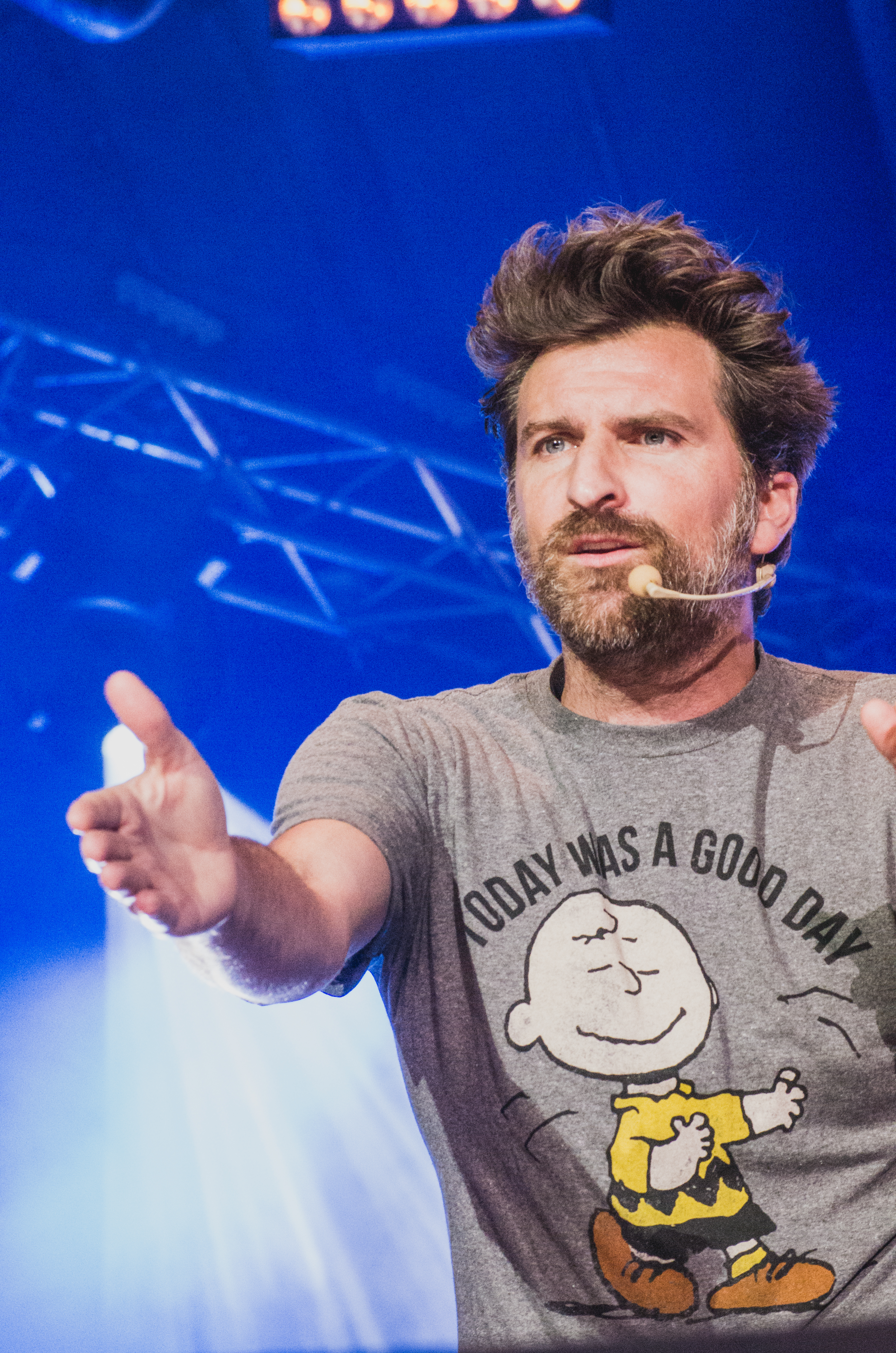
Jean-Thomas Jobin

- Bédéistes : Line Arsenault, Jimmy Beaulieu, André-Philippe Côté, Stéphane Delaprée, Djief, Pierre Drysdale, Mira Falardeau, Gag, Mario Giguère, Pascal Girard, Benoît Joly, Adeline Lamarre, Jacques Lamontagne, Mario Malouin, Jean-Philippe Morin, Marc Pageau, Julien Poitras, Louis Rémillard, PisHier, Michel Rabagliati, Voro.
- Cinéastes : Jean-Claude Labrecque, Francis Leclerc, Pierre Falardeau, Claude Jutra, Ricardo Trogi.
- Scénariste :  Patrice Robitaille
- Écrivains/écrivaines : Jacques Poulin, Anne Hébert, Alain Beaulieu, Gabrielle Roy, Denis Côté, Martine Latulippe, Jean Lemieux, Hélène Vachon, Anne Robillard, Anique Poitras, Martin Pouliot, Gilles Pellerin, Roland Michel Tremblay, Alexandra Larochelle, Richard Ste-Marie, Lucie Bergeron, Rose-Line Brasset, Julie Stanton,  François Létourneau.
  - Prix littéraire du Gouverneur général nés à Québec: Philippe Bernier Arcand, Marie-Claire Blais, Dominique Fortier, André Giroux, Andrée Laberge, Claire Martin, Pierre Ouellet, Yves Roby, Félix-Antoine Savard, Yves Thériault, Pierre Turgeon, André Vachon
- Groupes de musique : Polémil Bazar, Marabu, Loco Locass, MAP, Les Goules, Black Taboo, Les Respectables.
- Humoristes : Alain Dumas, André Paillé, François Morency, Mike Ward, Jean-Thomas Jobin, Norm Macdonald, Jean-Michel Anctil, François Pérusse etc.
- Musiciens/musiciennes et chanteurs/chanteuses : Steve Barakatt, Richard Verreau, Marc-Antoine Lemieux, Virginie Hamel, Paule-Andrée Cassidy, Félix Leclerc, Garou, Alys Robi, Andrée Bilodeau, Diane Tell, Karim Ouellet, Hubert Lenoir etc.
- Peintres : Luc Archambault, Paul Béliveau, Paul-Henri DuBerger, Alain Lacaze, Gabriel Lalonde, Alfred Pellan, Antoine Plamondon, Rémi Clark, etc.
- Photographes : Anne-Marie Proulx, etc.
- Télévision et radio : Émilie Bierre, Pierre Jobin, Michel Lamarche, Marie Vallerand, Paul Ouellet, Catherine Lachaussée, Réjean Lemoine, Julie Drolet, André Paillé, Sébastien Bovet, Suzanne Ouellet, Marc Durand, Christiane Suzor, André Arthur, René Arthur, Jean-François Fillion, Gilles Parent, Raynald Cloutier, etc.
- Théâtre : Robert Lepage, Jack Robitaille, Anne-Marie Olivier, Frédéric Dubois, Lise Castonguay, Patrice Coquereau Marie-Ginette Guay, France Larochelle, Christian Michaud, Lorraine Côté, Jacques Leblanc, Claude Deshaies, Paul Hébert, Roland Lepage, Annie Larochelle, Nicolas Létourneau, etc.

## Sciences et techniques
- Scientifiques : Léon Provancher, Jean-Marie De Koninck, Michel G. Bergeron, Martin Laliberté, enseignant et compositeur.

## Société
- Avocats/avocates : Guy Bertrand, Marcel Aubut, André Joli-Cœur, etc.
- Bénévoles : Gilles Kègle, etc.
- Gens d’affaires : Peter Simons, Maurice Tanguay, Marcel Aubut, Guy Laliberté, Fernand Paradis, Louis Garneau, Jean Leclerc, Robert Després, Normand Brie, Jean Boiteau, etc.
- Politiciens/politiciennes : Louis-Alexandre Taschereau, Jean-Paul L’Allier, Andrée P. Boucher, Pierre-Joseph-Olivier Chauveau, René Lévesque, Pauline Marois, Agnès Maltais, Régis Labeaume, Bruno Marchand.
- Journalistes : Étienne Parent, Richard Garneau, etc.
- Philosophes : Thomas De Koninck, etc.

## Sport

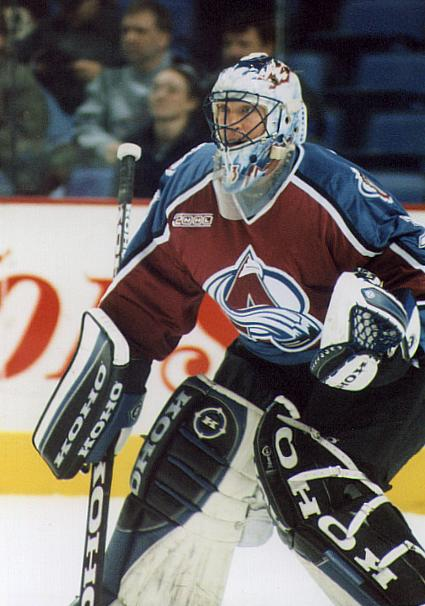
Patrick Roy

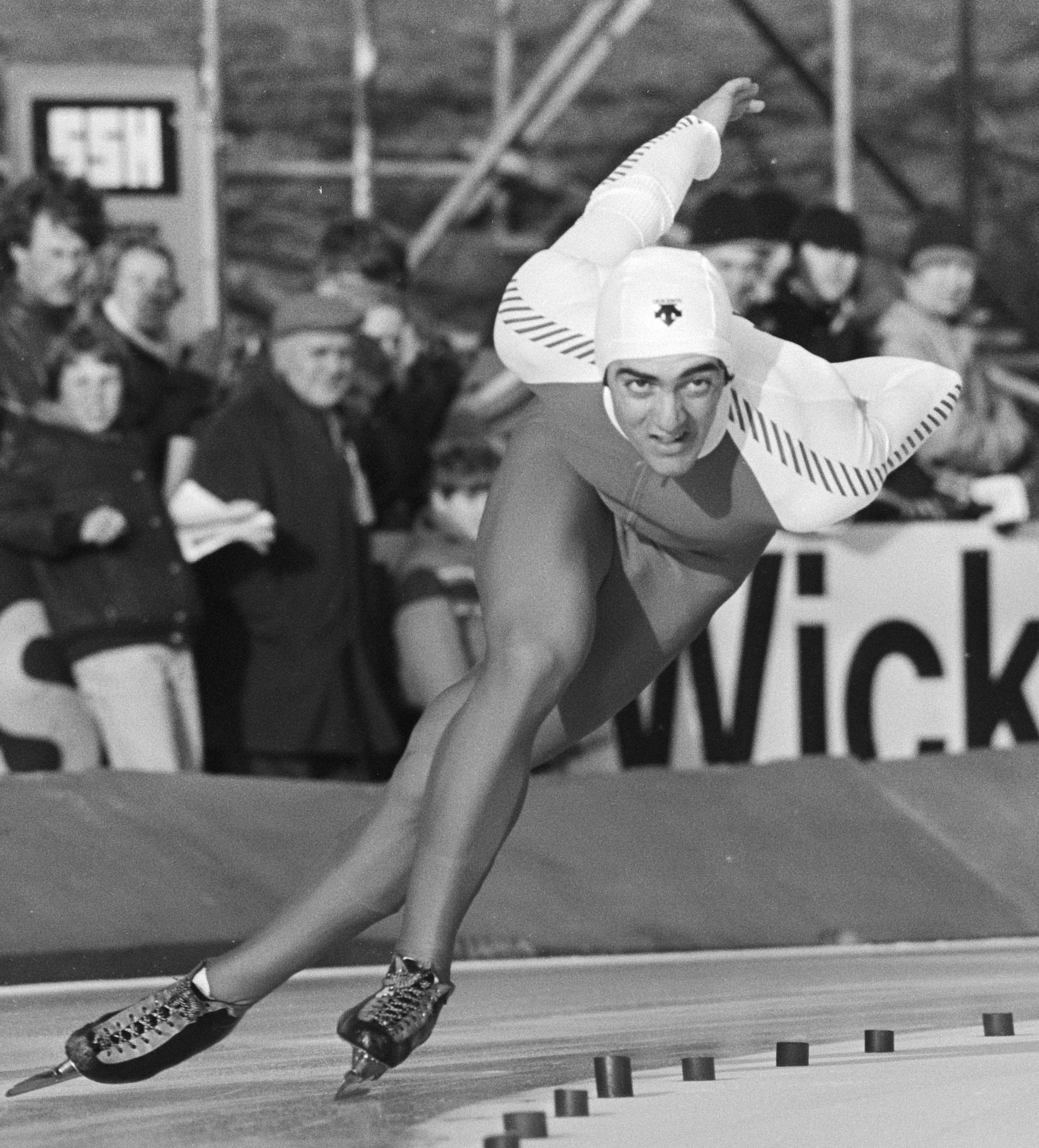
Gaétan Boucher

- Athlètes // Sportifs/sportives : Sylvie Bernier, Johanne Bégin, Audrey Lacroix, Catherine Léger, Myriam Bédard, , Gaétan Boucher, Yves Laroche,  Louis Garneau,  Mélanie Turgeon,   Maryse Ouellet, Marty Barry, Philippe Latulippe, Jacques Amyot (natation)
- Hockey : Patrick Roy, Manon Rhéaume, Joe Malone, Donald Brashear, Paul Stastny, Yan Stastny, Patrice Bergeron, Simon Gagné, Steve Bernier, Marc Chouinard, Martin Biron, Mathieu Biron, Jean-Philippe Côté, Antoine Vermette, Marc-Antoine Pouliot, Jean Béliveau, Guy Lafleur
- Médias :  Richard Garneau, Claude Larochelle, Claude Bédard (médias), Albert Ladouceur, Marc Simoneau

- Gestionnaires et Entraineurs de sports : Marius Fortier, Marcel Aubut, Maurice Filion, Michel Bergeron , Michel Laplante, Jacques Tanguay, Glenn Constantin

## Personnalités militaires

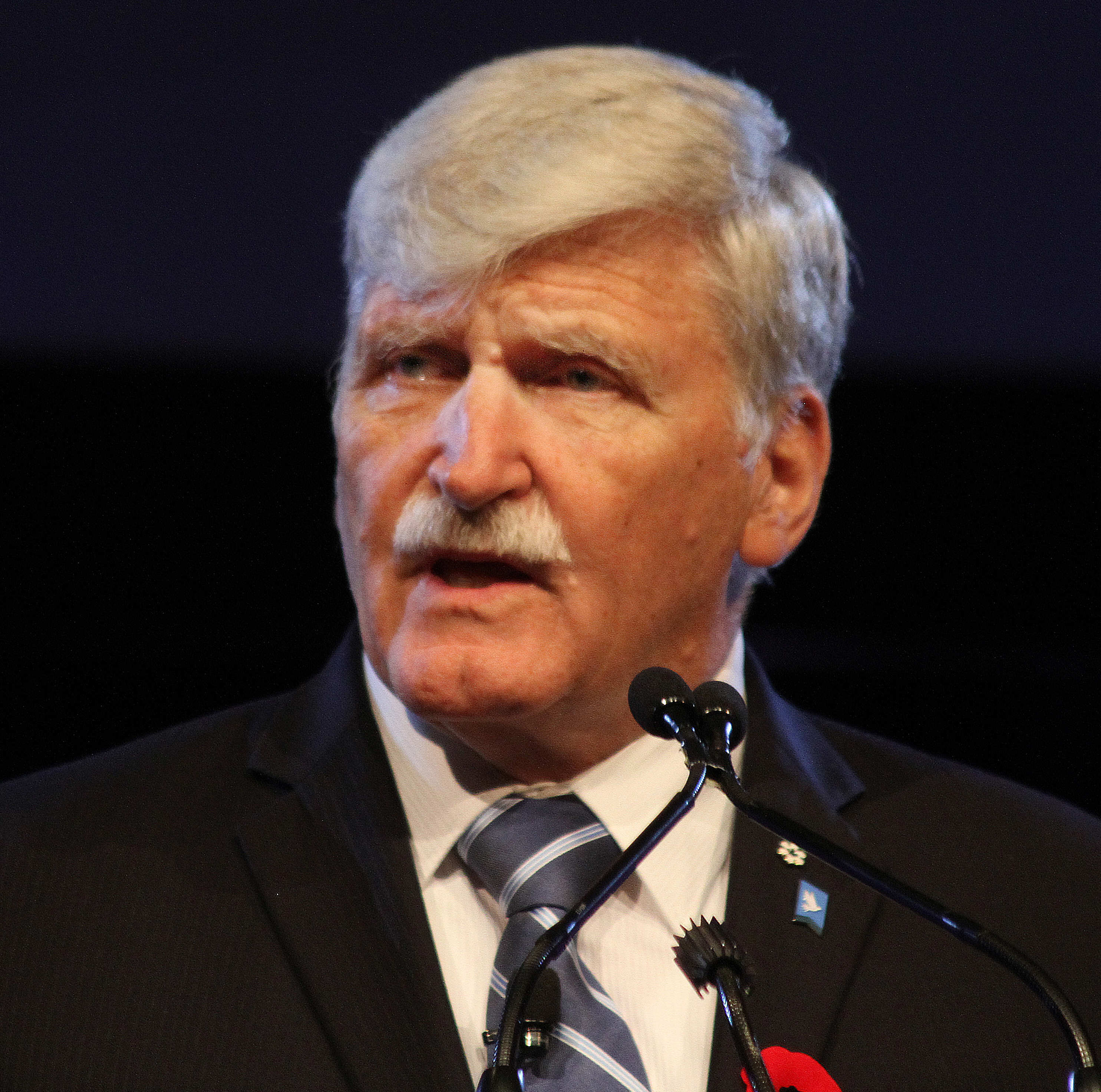
Romeo Dallaire

- Mgén Georges P. Vanier, soldat, diplomate et 19e gouverneur général du Canada
- Capt Simon Mailloux, premier soldat amputé à se déployer en Afghanistan
- Ltgén Roméo Dallaire